# Лысенков, Владимир Георгиевич
Владимир Георгиевич Лысенков (1921 — 2000) — советский хозяйственный деятель, генеральный директор производственно-технического объединения «Альфа». Член КПСС с 1943 года.
Родился в 1921 г.
В 1940—1960 гг. на военной службе. Участник Великой Отечественной войны.
Окончил Рижское Краснознаменное высшее военное инженерно-авиационное училище им. Ленинского комсомола.
С 1960 на различных инженерных должностях на промышленных предприятиях Риги.
С 1965 г. директор Рижского приборостроительного завода.
С 1971 по 1985 г. генеральный директор производственно-технического объединения «Альфа» -директор Рижского завода полупроводниковых приборов.
Депутат Верховного Совета Латвийской ССР 9-го созыва.
Заслуженный работник промышленности Латвийской ССР. Лауреат Государственной премии Латвийской ССР.
Награждён двумя орденам Отечественной войны, двумя орденами Красной Звезды, орденами Ленина, Трудового Красного Знамени, «Знак Почёта».